# Chiacchiere di bottega

Philip Roth (a sinistra), a Torino, durante i giorni dell'intervista a Primo Levi.

Chiacchiere di bottega è una raccolta di saggi e interviste dello scrittore statunitense Philip Roth, pubblicato in volume nel 2001, ma risalenti fin dal 1976. La traduzione italiana, di Norman Gobetti, è uscita nel 2004 presso la casa editrice Einaudi di Torino.

## Contenuto
- Conversation in New York with Isaac Bashevis Singer about Bruno Schulz, da «The New York Times Book Review», 1976
  - Conversazione a New York con Isaac Bashevis Singer su Bruno Schulz, pp. 77-88.
- Conversation in London and Connecticut with Milan Kundera, da «The New York Times Book Review», 1980
  - Conversazione a Londra e nel Connecticut con Milan Kundera, pp. 89-99.
- Conversation in London with Edna O'Brien, da «The New York Times Book Review», 1984
  - Conversazione a Londra con Edna O'Brien, pp. 100-112.
- Pictures of Malamud, da «The New York Times Book Review», 1986
  - Ritratto di Malamud, pp. 120-130.
- A Man Saved by His Skills. Conversation in Turin with Primo Levi, da «The New York Times Book Review», 12 ottobre 1986
  - Conversazione a Torino con Primo Levi, pp. 3-18.
- Conversation in Jerusalem with Aharon Appelfeld, da «The New York Times Book Review», 1988
  - Conversazione a Gerusalemme con Aharon Appelfeld, pp. 19-39
- Pictures of Guston, da «Vanity Fair», 1989
  - Ritratto di Guston, pp. 131-137.
- Conversation in Prague with Ivan Klíma, da «The New York Review of Books», 1990
  - Conversazione a Praga con Ivan Klíma, pp. 40-76.
- An Exchange with Mary McCarthy, da «The New Yorker», 1998
  - Uno scambio epistolare con Mary McCarthy, pp. 113-119.
- Rereading Saul Bellow, da «The New Yorker», 2000
  - Rileggendo Saul Bellow, pp. 138-158.

## Edizioni
- Philip Roth, Chiacchiere di bottega, trad. Norman Gobetti, Torino: Einaudi, 2004 ISBN 978-88-06-16829-2